# Tervuren
Tervuren is een plaats en gemeente in de provincie Vlaams-Brabant in België. De gemeente ligt in de Vlaamse Rand rond Brussel en is vergroeid met de Brusselse agglomeratie. Tervuren telt ruim 23.000 inwoners. De gemeente ligt in de landstreek Dijleland en de Druivenstreek.
Tervuren wordt bewoond door Nederlandstaligen, met een aanzienlijke franstalige minderheid. Tevens kent Tervuren minderheden uit velerlei landen, waaronder Britten en Amerikanen, die onder andere worden aangetrokken door de British School of Brussels, die in de gemeente gevestigd is. Veel buitenlanders werken hier tijdelijk voor internationale bedrijven en organisaties.

## Geschiedenis
In Tervuren staat het AfricaMuseum (tot 2018 het Koninklijk Museum voor Midden-Afrika) met een vijverpark, het vroegere jachtdomein van de hertogen van Brabant nabij het Zoniënwoud. Door Tervuren stroomt het riviertje de Voer waaraan de gemeente haar naam dankt. 

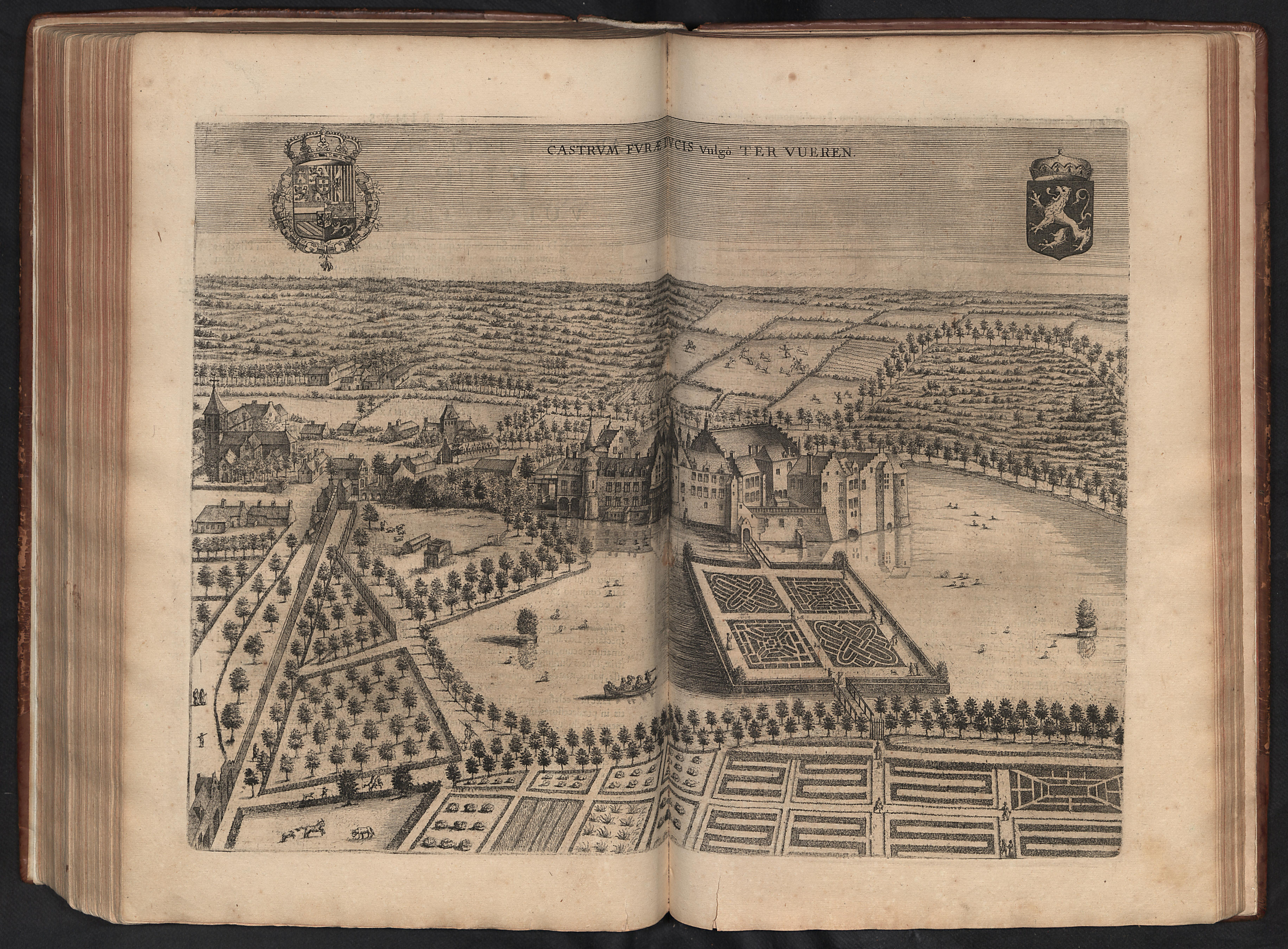
Tervuren in het midden van de zeventiende eeuw (afbeelding uit Chorographia Sacra Brabantiae van Antonius Sanderus - 1659)

Soms wordt aangenomen dat Tervuren dezelfde plaats is als "Fura", waar de heilige Hubertus in 727 stierf. Nadien is het enkele eeuwen stil rond Tervuren, tot een document uit 1213 de aanwezigheid van de hertog Hendrik I van Brabant in Tervuren meldt. Hieruit kan men afleiden dat de hertog een verblijf had in Tervuren, misschien in de vorm van een houten burcht. Ook de Sint-Jan Evangelistkerk dateert van de dertiende eeuw.
De burcht groeide uit tot het kasteel van Tervuren, verblijfplaats van de Brabantse hertogen in de veertiende en vijftiende eeuw. Op het einde van de zestiende eeuw verbleven aartshertogen Albrecht en Isabella er regelmatig, omdat het dicht bij Brussel lag. Ze vernieuwden het kasteel en lieten de Sint-Hubertuskapel en het Kapucijnenklooster in het Zoniënwoud bouwen. In de zomer van 1659 verbleef de Engelse koning-in-ballingschap Karel II er enkele weken om zich aan het oog van de wereld te onttrekken en zijn overtocht naar Engeland voor te bereiden.
In de Oostenrijkse periode beleefde het kasteel nog een laatste hoogtepunt onder Karel van Lorreinen. Hij liet het kasteel opnieuw verbouwen en zorgde ook voor een grondige heraanleg van de Warande. Het kasteel raakte echter opnieuw in verval en werd in 1782 op bevel van keizer Jozef II afgebroken. De kapel, gewijd aan Sint-Hubertus, en de stallen, die later als kazerne zouden dienen, werden gespaard.

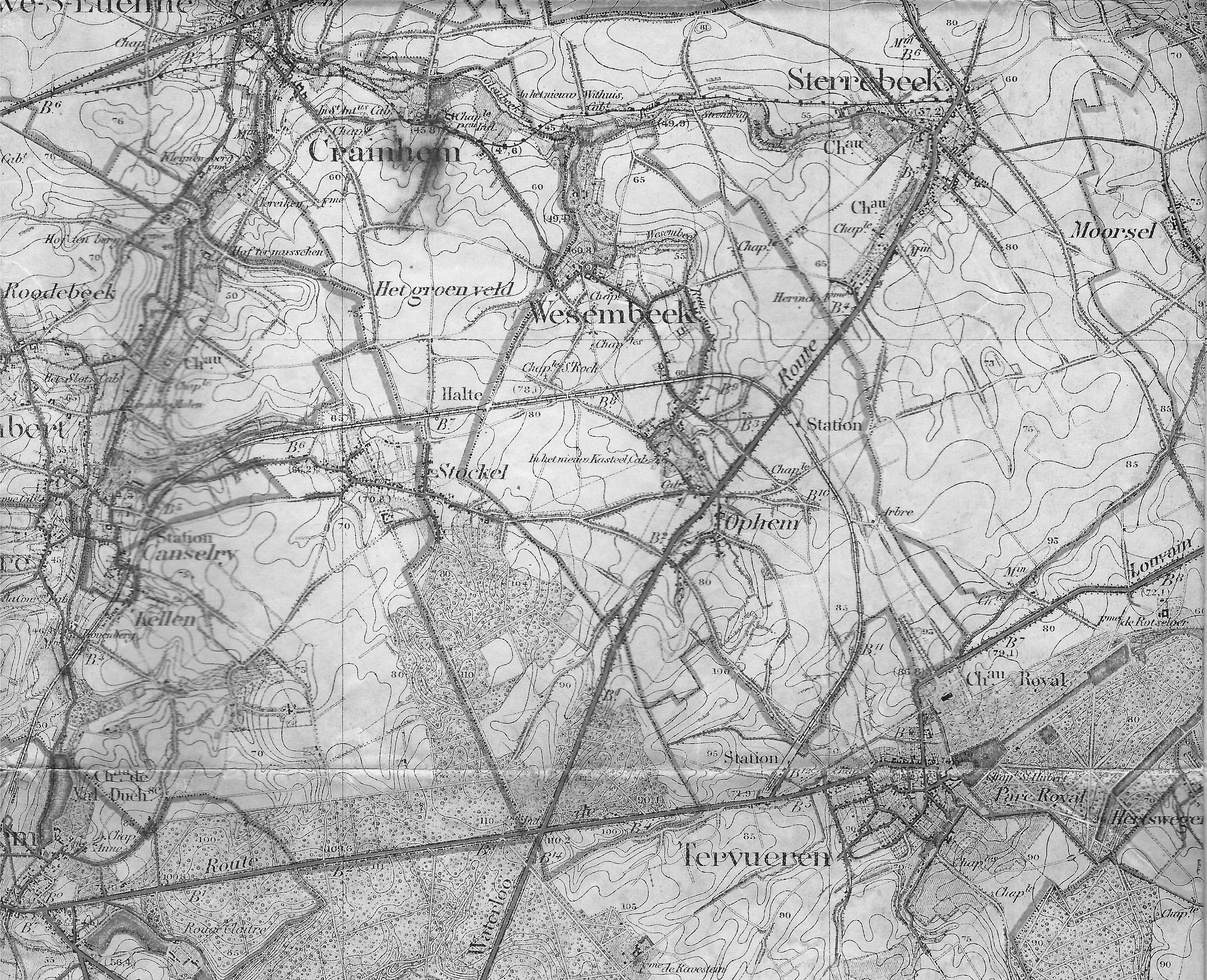
Kaart van 1891 met daarop het oorspronkelijk eindpunt van de spoorlijn in Tervuren. De hele omgeving was nog zeer landelijk. Pas later is de buurtspoorweglijn van Sterrebeek doorgetrokken naar Vossem.

Het domein kwam in handen van Willem II na de slag bij Waterloo als dank voor zijn prestaties in deze veldslag. Hij liet er een paviljoen bouwen dat na de Belgische Revolutie eigendom werd van de Belgische staat. Zo werd het eigendom van Leopold II. Het werd de verblijfplaats van keizerin Charlotte tot het in 1879 afbrandde.
Op deze site aan het einde van de Tervurenlaan werd door Leopold II het Koloniënpaleis (sinds 2018 Afrikapaleis) gebouwd, waar tijdens de Wereldtentoonstelling van 1897 het koloniale gedeelte werd tentoongesteld. Na de wereldtentoonstelling bleef het gebouw in gebruik als museum, maar toen dit in 1904 te klein werd, gaf koning Leopold II opdracht het huidige museum te bouwen. Het werd voltooid in 1910.
Om de wereldtentoonstelling bereikbaar te maken voor het grote publiek, werd de spoorlijn Brussel - Tervuren verlegd naar de tentoonstelling. Daarnaast werd vanuit Brussel een stadstram aangelegd langs de nieuwe brede Tervurenlaan. Deze stadstramlijn is nog in dienst en in het weekend worden met de oude tram museumritten gereden. Vanaf het tram- en spoorknooppunt reed er een buurtspoorlijn naar Leuven.
De gemeente werd ook doorkruist door een buurtspoorlijn van Brussel over Sterrebeek, Moorsel en Vossem naar Sint-Joris-Weert. Deze buurtspoorlijn stond bekend onder de naam 'Zwette Jean'. Een groot gedeelte van het tracé van deze buurtspoorlijn is nu een populaire wandelroute doorheen het Dijleland.

### Deelgemeenten
| # | Naam     | Opp. (km²) | Inwoners (2020) | Inwoners per km² | NIS-code |
| - | -------- | ---------- | --------------- | ---------------- | -------- |
| 1 | Tervuren | 20,13      | 15.424          | 766              | 24104A   |
| 2 | Duisburg | 6,98       | 3.508           | 503              | 24104C   |
| 3 | Vossem   | 6,48       | 3.767           | 581              | 24104B   |

De gemeenten Duisburg en Vossem fuseerden op 1 januari 1977 met de gemeente Tervuren en werden deelgemeentes. De kern Moorsel maakte altijd al deel uit van Tervuren.

## Bezienswaardigheden
- De Sint-Jan-Evangelistkerk uit de dertiende eeuw, begraafplaats van drie Brabantse hertogen
- De Sint-Hubertuskapel uit 1617
- Het Kasteel de Robiano, gebouwd aan het einde van de negentiende eeuw
- Het Kasteel van Ravenstein, clubhuis van de Koninklijke Golf Club van België
- De Watermolen van Gordaal, die ook bekendstaat als het 'Spaans Huis'
- Het Afrikapaleis (tot 2018 Koloniënpaleis), het eerste gebouw van het Koninklijk Museum voor Midden-Afrika
- Het AfricaMuseum, met in het park de dikste mammoetboom van Vlaanderen[5]
- La Nouvelle Maison, in 1927 door Henry Van de Velde als eigen woning gebouwd
- Het Hof van Melijn, voormalige boerderij die nu kunstateliers huisvest
- De Panquinkazerne, met het militaire 'Hoefijzer'-complex en de Orangerie uit de achttiende eeuw
- Geografisch Arboretum, vanaf 1902 door koning Leopold II aangelegd aan de rand van het Zoniënwoud
- Bandundu Water Jazz Band, een kunstwerk uit 2005 van Tom Frantzen

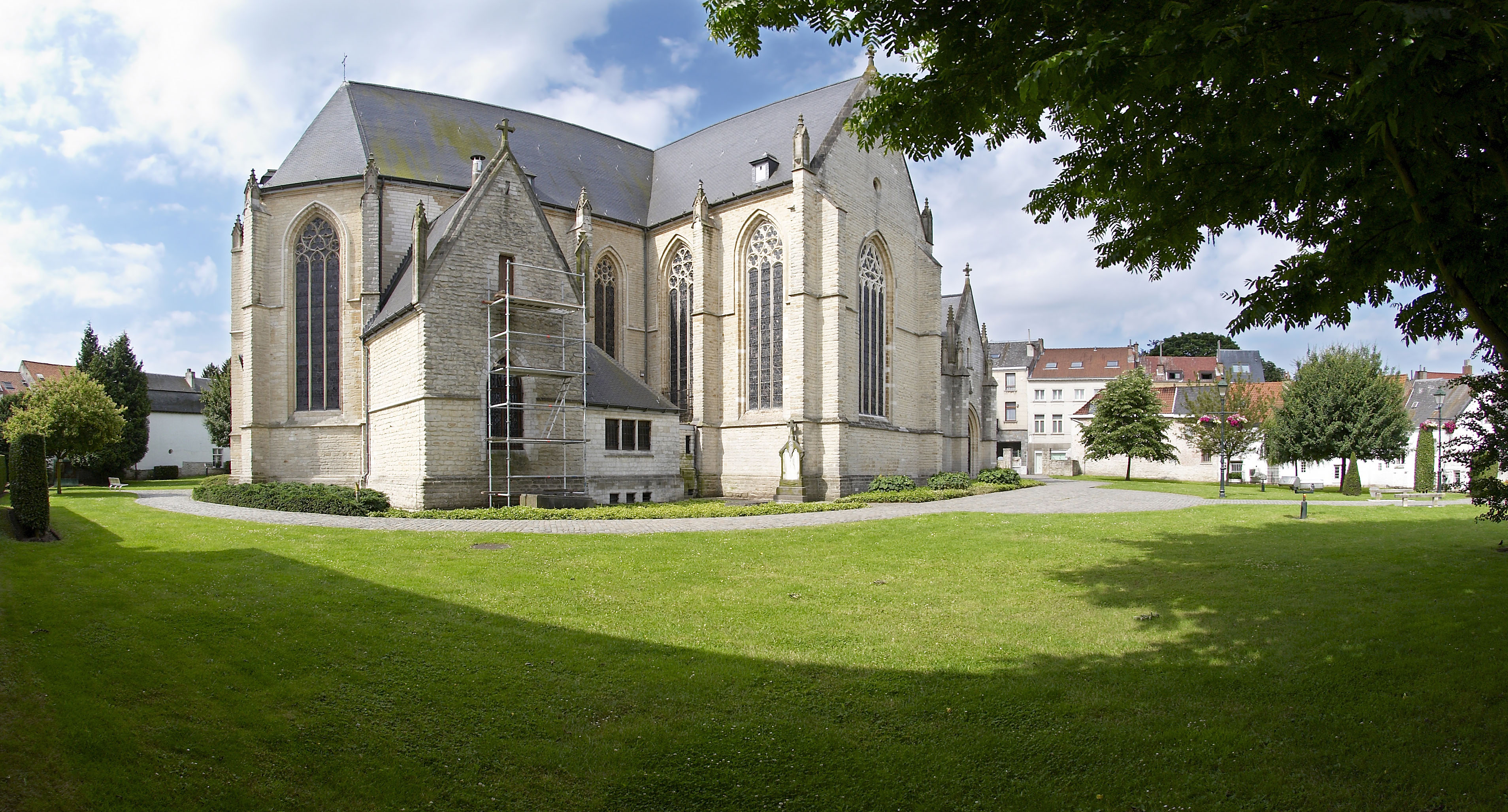
De Sint-Jan-Evangelistkerk
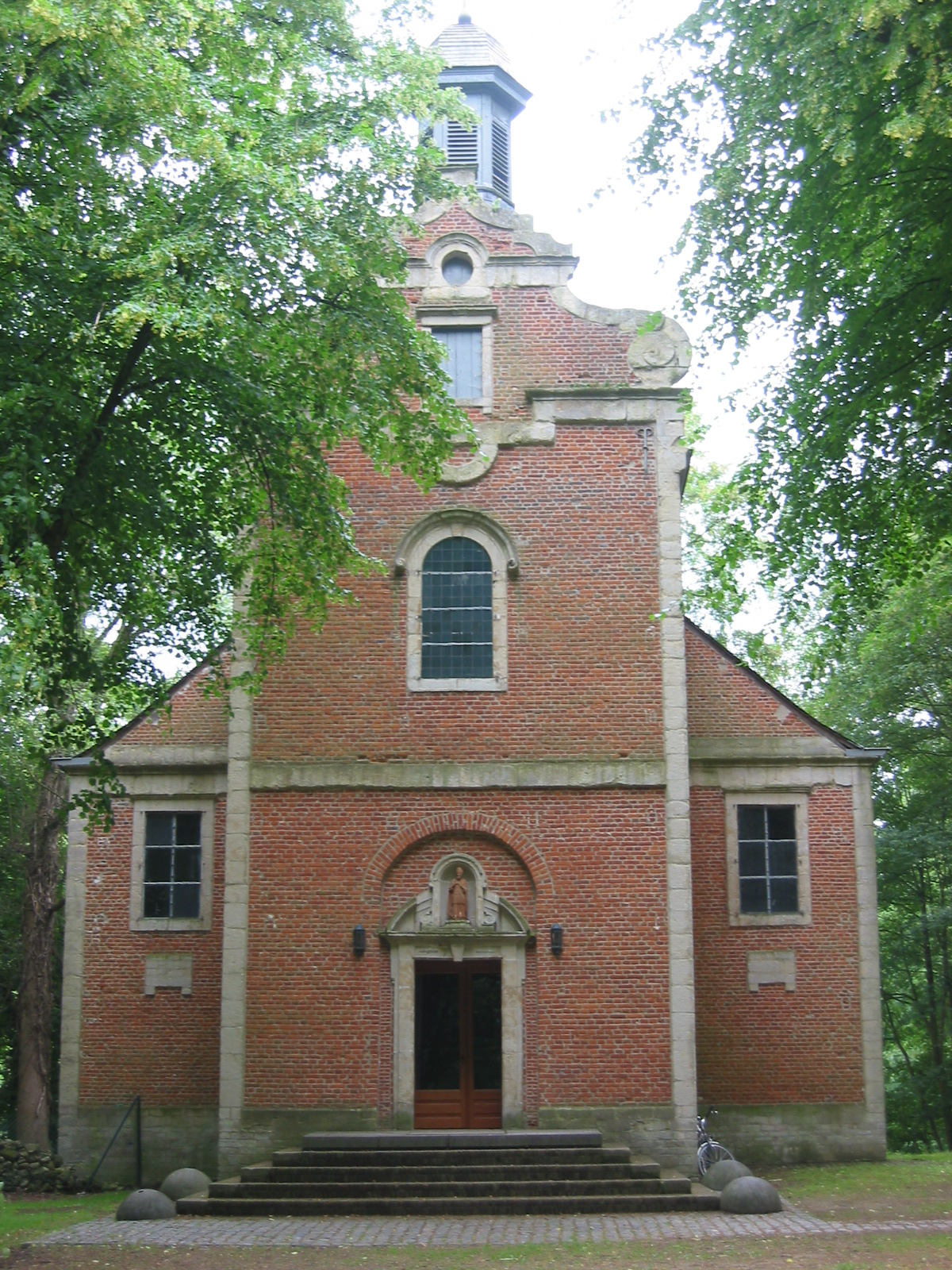
De Sint-Hubertuskapel
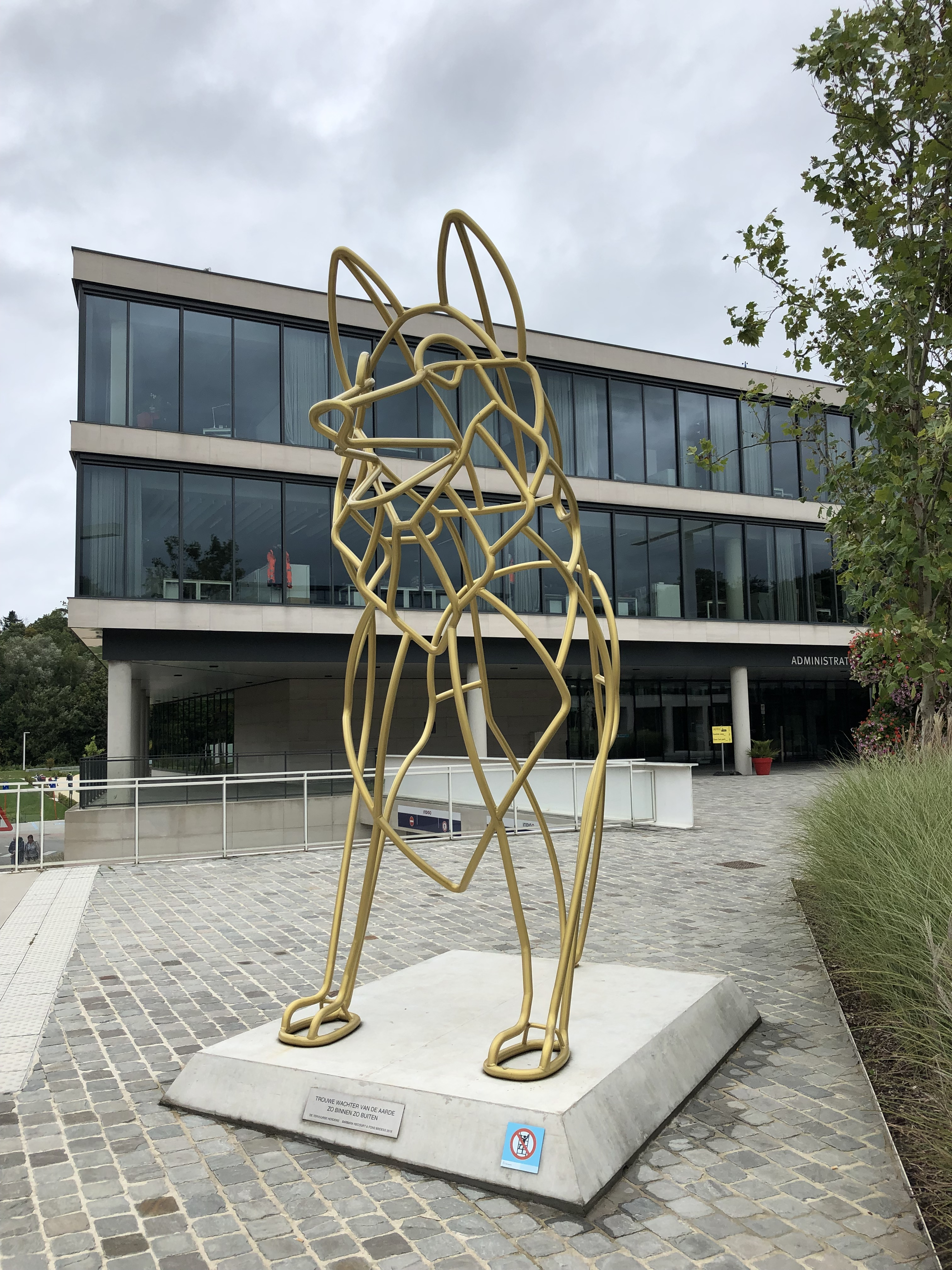
Sculptuur "Tervuurse Herders" voor het Gemeentehuis.
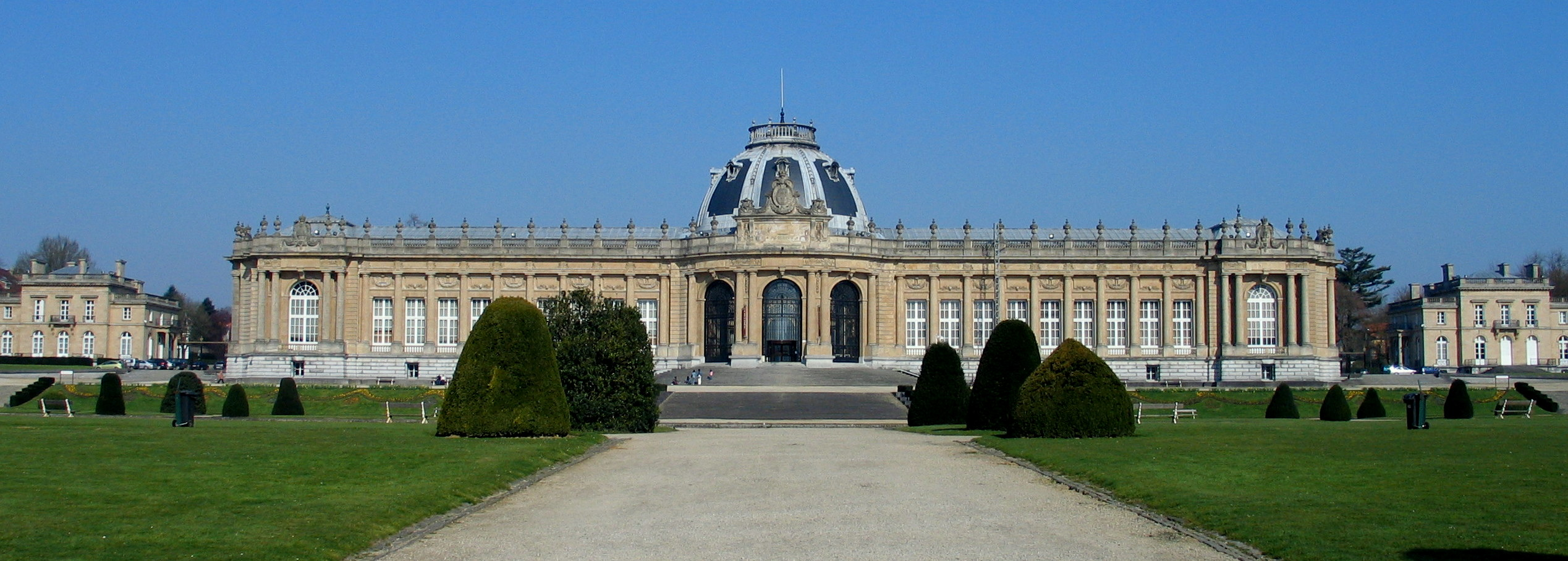
AfricaMuseum
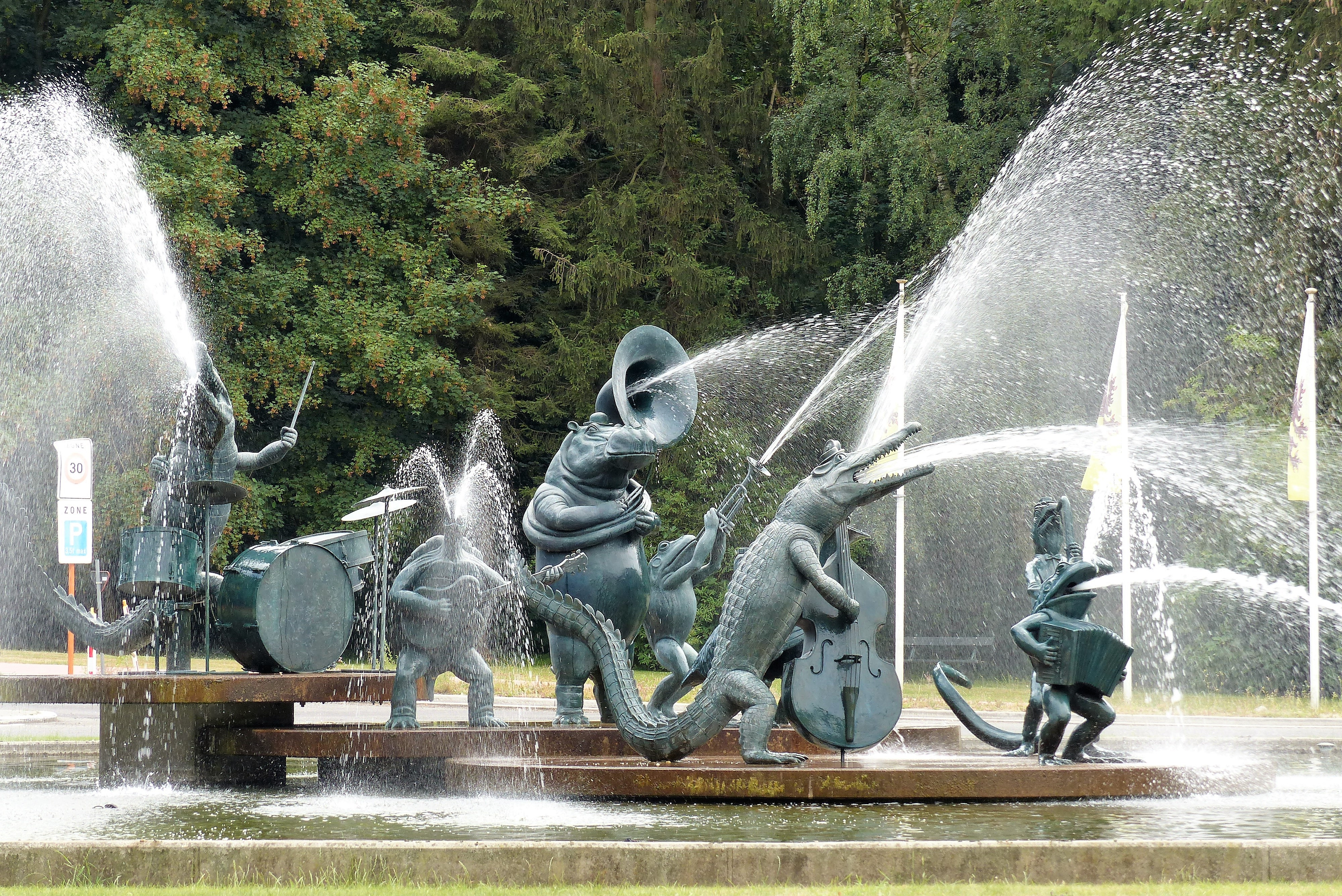
Bandundu Water Jazz Band

## Natuur en landschap
Tervuren ligt op het Brabants Plateau op een hoogte van 65-122 meter. De plaats omvat een deel van het Zoniënwoud met het Kapucijnenbos, het Geografisch Arboretum en het Warandepark.

## Demografische ontwikkeling

### Demografische evolutie voor de fusie
- Bron: NIS, Opmerking: 1831 tot en met 1970=volkstellingen

### Demografische ontwikkeling van de fusiegemeente
Alle historische gegevens hebben betrekking op de huidige gemeente, inclusief deelgemeenten, zoals ontstaan na de fusie van 1 januari 1977.
- Bron: NIS, Opmerking: 1806 tot en met 1981=volkstellingen; 1990 en later= inwonertal op 1 januari

| Inwoners van jaar tot jaar op 1 januari 1992 tot heden | Inwoners van jaar tot jaar op 1 januari 1992 tot heden | Inwoners van jaar tot jaar op 1 januari 1992 tot heden |
| jaar                                                   | Aantal                                                 | Evolutie: 1992=index 100                               |
| ------------------------------------------------------ | ------------------------------------------------------ | ------------------------------------------------------ |
| 1992                                                   | 19.441                                                 | 100,0                                                  |
| 1993                                                   | 19.473                                                 | 100,2                                                  |
| 1994                                                   | 19.603                                                 | 100,8                                                  |
| 1995                                                   | 19.828                                                 | 102,0                                                  |
| 1996                                                   | 19.989                                                 | 102,8                                                  |
| 1997                                                   | 20.159                                                 | 103,7                                                  |
| 1998                                                   | 20.150                                                 | 103,6                                                  |
| 1999                                                   | 20.130                                                 | 103,5                                                  |
| 2000                                                   | 20.181                                                 | 103,8                                                  |
| 2001                                                   | 20.231                                                 | 104,1                                                  |
| 2002                                                   | 20.167                                                 | 103,7                                                  |
| 2003                                                   | 20.322                                                 | 104,5                                                  |
| 2004                                                   | 20.490                                                 | 105,4                                                  |
| 2005                                                   | 20.575                                                 | 105,8                                                  |
| 2006                                                   | 20.636                                                 | 106,1                                                  |
| 2007                                                   | 20.816                                                 | 107,1                                                  |
| 2008                                                   | 20.955                                                 | 107,8                                                  |
| 2009                                                   | 21.166                                                 | 108,9                                                  |
| 2010                                                   | 21.165                                                 | 108,9                                                  |
| 2011                                                   | 21.214                                                 | 109,1                                                  |
| 2012                                                   | 21.236                                                 | 109,2                                                  |
| 2013                                                   | 21.263                                                 | 109,4                                                  |
| 2014                                                   | 21.321                                                 | 109,7                                                  |
| 2015                                                   | 21.461                                                 | 110,4                                                  |
| 2016                                                   | 21.572                                                 | 111,0                                                  |
| 2017                                                   | 21.911                                                 | 112,7                                                  |
| 2018                                                   | 22.248                                                 | 114,4                                                  |
| 2019                                                   | 22.422                                                 | 115,3                                                  |
| 2020                                                   | 22.708                                                 | 116,8                                                  |
| 2021                                                   | 22.861                                                 | 117,6                                                  |
| 2022                                                   | 22.852                                                 | 117,5                                                  |
| 2023                                                   | 23.101                                                 | 118,8                                                  |
| 2024                                                   | 23.077                                                 | 118,7                                                  |
| 2025                                                   | 23.246                                                 | 119,6                                                  |

## Politiek

### Geschiedenis

#### Lijst van burgemeesters
| Periode | Periode          | Burgemeester                                    |
| ------- | ---------------- | ----------------------------------------------- |
|         | jaar VIII - 1818 | Henry Joseph De Smeth                           |
|         | 1819 - 1823?     | F. Naeghels                                     |
|         | 1833? - 1842     | Guilielmus Timmermans                           |
|         | 1843 - 1848      | Jacobus Philippus De Bruyn                      |
|         | 1848 - 1849      | Josephus Petrus Maria De Wever                  |
|         | 1850 - 1878      | Adolphe Paternostre                             |
|         | 1879 - 1881      | Félix Brunard                                   |
|         | 1882 - 1911      | Théodore Coosemans                              |
|         | 1911 - 1918      | Karel-Willem Decoster (1857-1918)               |
|         | 1918 - 1921      | Frans Vanfraechem (1849-1933)                   |
|         | 1921 - 1926      | Victor Van Espen (1885-1975)                    |
|         | 1927 - 1940      | Jozef Ceuppens (1883-1940)                      |
|         | 1940 - 1941      | Constant Dereymaeker (1881-1961)                |
|         | 1941 - 1944      | Piet Michiels (1900-1983)                       |
|         | 1944 - 1946      | Constant Dereymaeker (1881-1961)                |
|         | 1947 - 1953      | Arthur Van Dijck (1890-1953) (Gemeentebelangen) |
|         | 1953 - 1958      | Léon Soetemans (1891-1975) (Gemeentebelangen)   |
|         | 1959 - 1974      | Philippe Keyaerts (1898-1985) (CVP)             |
|         | 1974 - 1983      | René Vanfraechem (CVP)                          |
|         | 1983 - 2000      | Lea Foccaert (1937-2014) (CVP)                  |
|         | 2001 - 2012      | Bruno Eulaerts (1965) (GT-VLD)                  |
|         | 2013 - 2020      | Jan Spooren (1969) (N-VA)                       |
|         | 2020 - 2024      | Marc Charlier (1965) (N-VA)                     |
|         | 2024 - heden     | Thomas Geyns (1996) (Voor Tervuren)             |

#### Bestuur 2013-2018
Burgemeester is Jan Spooren (N-VA). Hij leidt een coalitie bestaande uit N-VA, CD&V en Groen+. Samen vormen ze de meerderheid met 16 op 27 zetels.

#### Bestuur 2019-2024
Na de verkiezingen van 14 oktober 2018 werd de coalitie van N-VA, CD&V en Groen+ verdergezet met een meerderheid van 19 op 27 zetels. Jan Spooren bleef burgemeester tot zijn aanstelling als provinciegouverneur. Zijn partijgenoot Marc Charlier volgde hem op 27 augustus 2020 op.

#### Bestuur 2024-2030
Bij de verkiezingen van 13 oktober 2024 werd Voor Tervuren, een kartel van CD&V en het aan Open Vld gelieerde Democraten Tervuren, de grootste partij met 11 van de 27 zetels. De lijst vormde een coalitie met de N-VA, goed voor 18 zetels in de gemeenteraad. Thomas Geyns (Open Vld) werd burgemeester.

#### Huidig schepencollege
| Functie en bevoegdheden | Naam              | Partij        |
| --- | ----------------- | ------------- |
| Burgemeester Veiligheid, Politie, Algemene Zaken, Personeel, Verbroedering, Stedenbouw                                                                         | Thomas Geyns      | Voor Tervuren |
| Eerste schepen Zorg, Senioren, Burgerzaken, Klimaat, Ontwikkelingssamenwerking                                                                                 | Kristina Eyskens  | Voor Tervuren |
| Tweede schepen Ruimtelijke ordening, Wonen, Mobiliteit, Cultuur, Dierenwelzijn, Erfgoed                                                                        | Marc Charlier     | N-VA          |
| Derde schepen Citymarketing, Toerisme, Evenementen, Participatie, Verenigingsleven                                                                             | Ineke Casier      | Voor Tervuren |
| Vierde schepen Sport, Financiën, Investeringen, Milieu, Natuur, Ondernemen, Erediensten / Kerkfabrieken                                                        | Jan Trappeniers   | Voor Tervuren |
| Vijfde schepen Openbare werken, WEB, Gebouwen, Toegankelijkheid                                                                                                | Sebastiaan Coudré | Voor Tervuren |
| Zesde schepen Welzijn, Onderwijs, Jeugd, Communicatie, ICT, Vlaams karakter, Gelijke kansen, Gezinsbeleid, Gezondheid, Integratie en inburgering, Kinderopvang | Annemie Spaas     | N-VA          |

### Resultaten gemeenteraadsverkiezingen sinds 1976
| Partij of kartel     | Partij of kartel                                                 | 10-10-1976 | 10-10-1976 | 10-10-1982 | 10-10-1982 | 9-10-1988 | 9-10-1988 | 9-10-1994 | 9-10-1994 | 8-10-2000 | 8-10-2000 | 8-10-2006 | 8-10-2006 | 14-10-2012 | 14-10-2012 | 14-10-2018 | 14-10-2018 | 13-10-2024 | 13-10-2024 |
| Stemmen / Zetels     | Stemmen / Zetels                                                 | %          | 25         | %          | 25         | %         | 25        | %         | 25        | %         | 27        | %         | 27        | %          | 27         | %          | 27         | %          | 27         |
| -------------------- | ---------------------------------------------------------------- | ---------- | ---------- | ---------- | ---------- | --------- | --------- | --------- | --------- | --------- | --------- | --------- | --------- | ---------- | ---------- | ---------- | ---------- | ---------- | ---------- |
|                      | AGALEV1/ Groen2/ Groen!+sp.aB/ Groen+C/ Groen+VooruitD           | -          |            | 6,451      | 1          | -         |           | 7,091     | 1         | 14,851    | 4         | 16,22B    | 4         | 18,24C     | 5          | 21,8C      | 6          | 20,4D      | 5          |
|                      | SP1                                                              | 15,111     | 3          | 12,441     | 3          | 14,281    | 3         | 9,031     | 2         | 5,651     | 0         | 16,22B    | 4         | 18,24C     | 5          | 21,8C      | 6          | 20,4D      | 5          |
|                      | PVV1/ GT2/ GT-VLD3/ GT-Open VLD4/ Open Tervuren5/ Voor TervurenE | 7,781      | 1          | 9,111      | 2          | 9,971     | 2         | 13,042    | 3         | 22,883    | 7         | 31,033    | 9         | 23,964     | 7          | 17,05      | 4          | 38,0E      | 11         |
|                      | CVP1/ CD&V+N-VAA/ CD&V2/ Voor TervurenE                          | 36,431     | 11         | 33,271     | 10         | 40,961    | 13        | 37,591    | 12        | 28,461    | 9         | 27,51A    | 8         | 18,652     | 5          | 16,02      | 4          | 38,0E      | 11         |
|                      | VU1/ VU&ID2/ CD&V+N-VAA/ N-VA3                                   | 22,551     | 6          | 23,171     | 6          | 14,581    | 3         | -         |           | 11,352    | 3         | 27,51A    | 8         | 22,153     | 6          | 29,83      | 9          | 25,93      | 7          |
|                      | UNION1/ Tervuren Unie2/ Tervuren Unie+Volt3                      | -          |            | -          |            | -         |           | 16,691    | 4         | 16,811    | 4         | 20,71     | 6         | 16,992     | 4          | 15,52      | 4          | 15,73      | 4          |
|                      | NET                                                              | -          |            | -          |            | -         |           | 11,56     | 3         | -         |           | -         |           | -          |            | -          |            | -          |            |
|                      | PRL1/ PRL-GFP2                                                   | -          |            | 14,291     | 3          | 14,952    | 4         | -         |           | -         |           | -         |           | -          |            | -          |            | -          |            |
|                      | RB-GB                                                            | 18,12      | 4          | -          |            | -         |           | -         |           | -         |           | -         |           | -          |            | -          |            | -          |            |
| Anderen(*)           | Anderen(*)                                                       | -          |            | 1,26       | 0          | 5,25      | 0         | 5,00      | 0         | -         |           | 4,53      | 0         | -          |            | -          |            | -          |            |
| Totaal stemmen       | Totaal stemmen                                                   | 10551      | 10551      | 11410      | 11410      | 11496     | 11496     | 11211     | 11211     | 11439     | 11439     | 11879     | 11879     | 11792      | 11792      | 12446      | 12446      | 9668       | 9668       |
| Opkomst %            | Opkomst %                                                        |            |            |            |            | 94,03     | 94,03     | 92,5      | 92,5      | 91,58     | 91,58     | 93,15     | 93,15     | 90,84      | 90,84      | 91,6       | 91,6       | 67,6       | 67,6       |
| Blanco en ongeldig % | Blanco en ongeldig %                                             | 2,93       | 2,93       | 4,09       | 4,09       | 4,27      | 4,27      | 4,17      | 4,17      | 5,38      | 5,38      | 4,57      | 4,57      | 2,79       | 2,79       | 2,7        | 2,7        | 1,5        | 1,5        |

De zetels van de gevormde meerderheid staan vetjes afgedrukt. De grootste partij is in kleur. De rode cijfers naast de gegevens duiden aan onder welke naam de partijen telkens bij een verkiezing opkwamen. (*) 1982: RAD (1,26%) / 1988: TGB (5,25%) / 1994: Vlaams Blok (5,00%) / 2006: TVENS (4,53%)

## Onderwijs
Alhoewel Tervuren overwegend landelijk is (vooral de deelgemeentes), zijn in de gemeente verschillende scholen gevestigd. Er zijn meerdere lagere scholen, waaronder GBS Tervuren, GBS Moorsel en de Mariaschool. Na het basisonderwijs kan men verder naar een van de drie middelbare scholen: GITO Tervuren, GO! Atheneum KA Tervuren (eerder gekend als Koninklijk Atheneum) en het Heilig-Hartcollege. Tevens bieden een peuter- en kleuterschool (Sint-Kristoffel) en een lagere school in de Kasteelstraat onderwijs aan volgens de antroposofische pedagogiek van Rudolf Steiner. Er is ook de British School of Brussels, een Engelstalige internationale school. In de deelgemeente Vossem bevindt zich de Engelstalige lagere school ISF Tervuren International School (vroeger St Paul's British Primary School).
Ook volwassenen kunnen in Tervuren terecht voor allerlei cursussen Vreemde Talen, Nederlands als Tweede Taal (NT2), Mode, Koken en Informatica in het Centrum voor Volwassenenonderwijs (Crescendo CVO), gelegen naast de British School. 

## Sport
- KV Tervuren-Duisburg

## Bekende inwoners
Personen die in Tervuren geboren of overleden zijn, geruime tijd in Tervuren verbleven hebben, of er nog wonen.
- Dirk Barrez, auteur, documentairemaker
- Maurits Bilcke, grafisch kunstenaar, dichter
- Jeroen Brouwers, Nederlands schrijver, woonde van 1968 tot 1971 in Vossem[17][18]
- An Candaele, auteur jeugdboeken en illustrator[19][20]
- Luc Coene, gouverneur van de Nationale Bank
- Albert Coppé, minister en Europees commissaris
- Anne De Baetzelier, presentatrice en voormalig omroepster. In 1989 werd ze gekozen als Miss België. Woonde er in haar kinderjaren.
- Gerda Debyser, auteur kinderboeken[21]
- Bert Decorte, liedjeszanger-rockmuzikant, broer van Jan Decorte[22]
- Jan Decorte, acteur en toneelregisseur, groeide op in Tervuren
- Jan de Hartog, Nederlands schrijver[23], woonde van 1973 tot 1976 in Tervuren
- Sven De Leijer, televisiepresentator
- Frans de Nerée tot Babberich, Nederlands politicus
- Jeroen De Pauw, televisiekok
- Chris Dercon, kunsthistoricus en museumdirecteur, bracht zijn jeugd door in Tervuren[24]
- Willem De Schryver, acteur
- Wim De Vilder, nieuwslezer
- Marlène de Wouters, presentatrice en voormalig tennisspeelster
- Christian Dotremont, kunstschilder en mede-oprichter van de Cobra-beweging
- Tom Frantzen, beeldhouwer
- Dirk Gysels, schrijver
- Ward Lernout, kunstschilder
- Eddy Merckx, wielrenner, meervoudig wereldkampioen, woonde van 1968 tot 1972 in Tervuren[25]
- Kris Mergan, kineast animatiefilms[26][27]
- Filip Peeters, acteur. Woonde er in zijn jeugdjaren.
- Kloot Per W, rockmuzikant en kunstschilder
- Miel Puttemans, atleet
- Anders Fogh Rasmussen, woonde in Tervuren tijdens zijn ambtsperiode als secretaris-generaal van de NAVO
- Philippe Smeyers, kunstschilder en muzikant
- Paul Sneijder, Nederlands journalist
- Roger Somville, kunstschilder, ontwerper, kunsttheoreticus
- Jan Spooren, provinciegouverneur Vlaams-Brabant
- Frans Timmermans, Nederlands politicus, Eurocommisaris[28]
- Miranda Ulens, algemeen secretaris ABVV
- prins Laurent van België
- Frank Vandenbroucke, politicus
- Peter Vandermeersch, journalist, voormalig hoofdredacteur van De Standaard en NRC Handelsblad
- Bartholomeus Ludovicus Vandersande, priester
- Lucas Vandervost, acteur, oprichter en voormalig artistiek leider van gezelschap De Tijd, groeide op in Tervuren
- Henry Van de Velde, kunstschilder, vormgever en architect
- Catherine Van Eylen, journaliste
- Guido Vanhecke, luitenant-generaal, bevelhebber van de Belgische Luchtmacht van 1991 tot 2000
- Albert Van huffel, ontwerper en architect
- Loïc Van Impe, televisiekok
- Lode Vanoost, voormalig politicus en volksvertegenwoordiger, redactielid DeWereldMorgen.be
- Rob Vanoudenhoven, presentator
- Nadja Van Sever, schrijfster
- Frank Dingenen, acteur, zanger, presentator
- Bas Van Weert, acteur
- Peter Verhulst, radiopresentator[29]
- Jos Verstraeten, minderbroeder en pastoor
- Ursula von der Leyen, Duitse politica, voorzitter van de Europese commissie, groeide op in Tervuren[30]

## Overige kernen
Duisburg, Moorsel en Vossem.

## Partnersteden
- Kloster Lehnin (Duitsland)
- Dachau (Duitsland)
- Renkum (Nederland)

## Nabijgelegen kernen
Wezembeek-Oppem, Kraainem, Jezus-Eik, Duisburg, Vossem

## Meer lezen
- Wynants, M., Bibliografie van Tervuren (Tervuren, Duisburg, Vossem, Moorsel, Leefdaal) op basis van een systematische ordening (Koninklijke Heemkundige Kring Sint-Hubertus Tervuren Documenten nr. 2), Tervuren, 2005.